# Morden im Norden
Morden im Norden ist eine deutsche Vorabend-Krimiserie nach einer Idee von Marie Reiners, die seit Februar 2012 im Ersten ausgestrahlt wird. Sie spielt in Lübeck. Die Serie startete ursprünglich als Teil der Vorabend-Krimireihe Heiter bis tödlich, daher liefen die ersten drei Staffeln noch mit dem Reihenobertitel als Heiter bis tödlich: Morden im Norden. Redaktionell betreut wird die Serie von der NDR-Redaktion Film, Familie & Serie in Hamburg, produziert von der ndF:neue deutsche Filmgesellschaft mbH, Berlin.

## Handlung
Die Serie spielt in Lübeck und zeigt den Ermittlungsalltag von Hauptkommissar Finn Kiesewetter. Kiesewetter plante ursprünglich auf seinem Hof im Brandenburgischen ein einfaches, aber naturnahes Leben als Biobauer zu führen. Ein Brand machte alles zunichte, und so ging er zurück in seinen alten Beruf als Kommissar und in seine alte Heimat Lübeck. Anfangs fand er Quartier bei seinen Tanten, bei denen er aufgewachsen war, bis er sich später eine eigene Wohnung nahm: eine Kate an der Steilküste.
Die Situation im Kommissariat ist bei seinem Dienstantritt nicht spannungslos: Finn trifft auf seine Jugendliebe Elke Rasmussen, die leitende Staatsanwältin, die schon ein bisschen mit daran gedreht hatte, Finn wieder in ihrer Nähe zu haben. Finns Vorgesetzter Lars Englen ist ein ehemaliger Mitschüler. Er war eine Zeit lang mit Elke verheiratet, weswegen er immer wieder vergeblich versucht, mit kleinen Manövern die wieder aufkommende Beziehung zwischen Finn und Elke zu stören.
Ansonsten muss er feststellen, dass hinter Lübecks ehrbarer Fassade das Verbrechen nur so lauert und er somit viel Arbeit vor sich hat.

## Hintergrund
Die Serie startete im Februar 2012 auf einem Sendeplatz am Dienstagabend. Dort löste sie die Serie Heiter bis tödlich: Nordisch herb ab. Die erste Staffel von Morden im Norden wurde mit den Folgen 1–16 produziert, und noch im selben Jahr wurde die Produktion weiterer Folgen beschlossen. Die Ausstrahlung der zweiten Staffel (Folgen 17–32) startete am 2. April 2013 und die dritte Staffel (Folgen 33–48) am 18. März 2014. In der 3. Staffel ging Tessa Mittelstaedt ab Folge 36 in eine Babypause. Ab dem 30. Juni 2015 wurde eine vierte Staffel (Folgen 49–64) gedreht, die ab 31. Oktober 2016 ausgestrahlt wurde.
Vom 13. Juni 2017 bis zum 12. November 2017 wurde die fünfte Staffel (Folgen 65–80) gedreht und vom 9. April bis zum 5. November 2018 im Ersten ausgestrahlt. Die Produktion der 6. Staffel (Folgen 81–96) erfolgte vom 5. Juni bis zum 14. Dezember 2018. Am 23. September 2019 startete die Ausstrahlung. Am 21. Mai 2019 begannen die Dreharbeiten zur 7. Staffel  (Folgen 97–112), die seit 2. November 2020 im Vorabendprogramm des Ersten zu sehen waren. Eine 8. Staffel mit 16 Folgen (113–128) wurde vom 21. Juli 2020 bis 18. März 2021 in Lübeck und Umgebung gedreht, die Ausstrahlung erfolgte 2022.
Der Dreh zur 9. Staffel mit 12 neuen Folgen (Folgen 129–140) begann am 20. Juli 2021 und dauerte bis zum 25. November 2021. Die Staffel wurde ab 30. Januar 2023 ausgestrahlt. Vom 26. April 2022 bis zum 28. Oktober 2022 wurde die 10. Staffel mit 16 weiteren Folgen (141–156) gedreht. Die Ausstrahlung der Folgen 141–154 begann ab 8. Januar 2024, die verbleibenden beiden Folgen 155+156 wurden im Anschluss an die Folgen der Staffel 11 im Mai 2025 ausgestrahlt. Regie führen unter anderem Tanja Roitzheim und Christoph Eichhorn. Es wurde eine 11. Staffel mit 14 Folgen (157–170) gedreht, die Ausstrahlung begann am 27. Januar 2025. Am 2. Januar 2024 wurde eine Folge in Spielfilmlänge ausgestrahlt. Eine 12. Staffel mit weiteren 12 neuen Folgen (171–182) wird seit Frühjahr 2024 gedreht und soll voraussichtlich 2026 ausgestrahlt werden. Am 17. Juni 2025 gab die ARD den bis zum voraussichtlich 11. Juli 2025 andauernden Dreh, zu einem zweiten Spielfilm "Weil du böse bist" (Arbeitstitel) an, der Anfang 2026 zu sehen sein soll, sowie eine 13. Staffel mit 8 neuen Folgen (183–190) welche direkt im Anschluss gedreht werden, und im Herbst 2026 zu sehen sein.

## Besetzung

### Hauptdarsteller
| Schauspieler        | Rollenname                                                     | Folgen          | Jahre            |
| ------------------- | -------------------------------------------------------------- | --------------- | ---------------- |
| Sven Martinek       | Kriminalhauptkommissar Finn Kiesewetter                        | 1–              | 2011–            |
| Ingo Naujoks        | Kriminaldirektor, später Kriminalhauptkommissar Lars Englen    | 1–              | 2011–            |
| Julia E. Lenska     | Polizeiobermeisterin, später Kriminaloberkommissarin Nina Weiß | 57–113, 129–    | 2017–2022, 2023– |
| Jonas Minthe        | Spurensicherer, Wechsel zum Kommissar Gregor Michalski         | 82 129–         | 2019 2023–       |
| Proschat Madani     | Staatsanwältin Hilke Zobel                                     | 49–112, 129–136 | 2016–2021, 2023  |
| Saman Giraud        | Polizeipsychologin Yasmin Ahmadi                               | 157–            | 2025             |
| Amelie Plaas-Link   | Polizeiobermeisterin Ida Müller-Dogan                          | 113–128         | 2022             |
| Anjorka Strechel    | Kriminalhauptkommissarin Tomke Jenssen                         | 101–128         | 2020–2022        |
| Veit Stübner        | Kriminalhauptkommissar Heinz Schroeter                         | 1–100           | 2011–2020        |
| Marie-Luise Schramm | Kriminaloberkommissarin Sandra Schwartenbeck                   | 1–56            | 2011–2017        |
| Tessa Mittelstaedt  | Staatsanwältin Elke Rasmussen                                  | 1–36, 45–49     | 2011–2016        |
| Ulrike Bliefert     | Ria Kiesewetter                                                | 1–24            | 2011–2013        |
| Petra Kelling       | Toni Kiesewetter                                               | 1–24            | 2011–2013        |

### Nebendarsteller
| Schauspieler      | Rollenname                         | Folgen                         | Jahre     |
| ----------------- | ---------------------------------- | ------------------------------ | --------- |
| Christoph Tomanek | Rechtsmediziner Dr. Henning Strahl | 1–                             | 2011–     |
| Jürgen Uter       | Herr E. Ernst                      | 1–92                           | 2011–2019 |
| René Vaziri       | Orkun                              | 1, 2, 5, 6, 14, 23             | 2011–2013 |
| Tim Wilde         | Oberstaatsanwalt Dr. Carsten Dane  | 38, 45–47, 49, 64, 80, 94, 112 | 2014–2021 |

## Figuren
Im Folgenden werden die Hauptfiguren der Serie aufgeführt.

### Finn Kiesewetter
Finn Kiesewetter (Sven Martinek), in Lübeck geboren, wächst ab seinem fünften Lebensjahr bei seinen Großtanten Ria und Toni auf, weil seine Eltern bei einem Autounfall ums Leben gekommen sind. Mit 18 zieht er nach Hamburg, holt hier sein Abitur nach und fängt bei der Polizei an. Als herausragender Polizist macht er relativ schnell Karriere und bringt es zum Kriminalhauptkommissar. Jedoch kommt er auf Dauer nicht mit den hierarchischen Strukturen der Behörde klar. Mit Mitte dreißig wagt er den Ausstieg und kauft sich von seinem Ersparten ein großes Stück Land mit einem alten Hof. Die größtenteils menschenleere Landschaft der Uckermark entspricht seiner tiefverwurzelten Sehnsucht nach Weite, Platz, Luft, Einsamkeit. Doch dann brennt sein Hof ab. Ob es Brandstiftung oder Eigenverschulden ist, kann zunächst nicht geklärt werden. Finn bleibt nichts anderes übrig, als nach Lübeck zurückzugehen. Seine Großtanten, die sich sehr freuen, dass ihr Finn endlich zurück nach Lübeck kommt, verschaffen ihm die Stelle bei der Lübecker Kripo, weil sie die Staatsanwältin Elke Rasmussen von früher kennen und sie gebeten haben, ihren Einfluss geltend zu machen. Da Elke ihre Jugendliebe Finn nie vergessen hat, kommt sie der Bitte gern nach.

### Elke Rasmussen
Staatsanwältin und Exfrau von Kiesewetters Vorgesetztem Lars Englen, erscheint auf den ersten Blick ehrgeizig und tough. Das ist jedenfalls das Bild, das Elke Rasmussen (Tessa Mittelstaedt) gerne anderen vermittelt. Sie ist fest entschlossen, ihre Jugendliebe Kiesewetter neu zu erobern, und meint, gute Karten zu haben. Doch sie weiß nicht, wie Kiesewetter wirklich tickt, und rechnet auch nicht mit dem erbitterten Widerstand ihres Exmannes Lars Englen gegen diese Verbindung.
Rasmussen hatte einige Hebel in Bewegung gesetzt, damit Kiesewetter nach Lübeck wechseln kann. So tough wie sie sich gibt, sehnt sie sich dennoch heimlich nach einer starken Schulter. Elke ist also Vernunft gegen Gefühl, Realität gegen Träumerei, Karriere gegen Privatleben, im Grunde also Rasmussen gegen Elke.

### Dr. Hilke Zobel
Nach einer folgenschweren Fehlentscheidung während einer Kindesentführung muss die Staatsanwältin Elke Rasmussen die Konsequenzen tragen und das Team der Lübecker Mordkommission verlassen. Ihre Nachfolgerin ist Dr. Hilke Zobel (Proschat Madani), eine prinzipientreue Hardlinerin mit Optimierungsabsichten. Ihr Eintreffen erhöht den Druck auf Finn Kiesewetters Team. In Folge 112 wird sie zur Oberstaatsanwältin befördert und wechselt nach Kiel.

### Sandra Schwartenbeck
Die aus Mecklenburg-Vorpommern stammende Polizeioberkommissarin ist, trotz robuster Physis und sonnigen Gemüts, eine Hypochonderin, die viel Energie aufbringt, um sich neue Krankheiten auszudenken. Sandra Schwartenbeck (Marie-Luise Schramm) ist seit neun Jahren mit Holger, dem Versandleiter einer Lübecker Spedition, verlobt, kann sich aber noch nicht zur Heirat entschließen, weil sämtliche Lebensumstände perfekt sein sollen, bevor sie diesen Schritt wagt. Sandra ist eine pragmatische und tatkräftige Polizistin, aber reichlich phantasielos, wenn es um psychologische Feinheiten geht. Sie verlässt das Team in Folge 56 aus persönlichen Gründen.

### Nina Weiss
Polizeiobermeisterin Nina Weiss (Julia Schäfle) ersetzt ab Folge 57 Polizeioberkommissarin Sandra Schwartenbeck, nachdem diese der Karriere wegen überraschend nach Hamburg wechselt. Nina Weiss ist eine engagierte, junge und selbstbewusste Polizistin und fügt sich gut in das Team von Finn Kiesewetter ein. Entsprechend genießt sie die Wertschätzung ihrer neuen Kollegen. Sie wechselt auf Wunsch der neuen Staatsanwältin Zobel zur Mordkommission Lübeck und soll für frischen Wind sorgen.

### Lars Englen
Lars Englen (Ingo Naujoks) ist zunächst Kriminaldirektor und Gruppenleiter, damit Kiesewetters direkter Chef im Lübecker Kriminalkommissariat. Er ist in zweiter Ehe verheiratet mit einer 15 Jahre jüngeren Frau und  Vater von zwei kleinen Zwillingsmädchen. Englen ist ein Machtmensch und Bürokrat, der im Revier ebenso patriarchalisch auftritt wie im Privatleben. Er liebt Pressekonferenzen, Interviews und öffentliche Aufmerksamkeit. Mit Kiesewetter führt Englen anfangs einen permanenten Konkurrenzkampf, bis er eines Tages wegen interner Umstrukturierungen zu Kiesewetters Partner wird.

### Heinz Schroeter
Heinz Schroeter (Veit Stübner) ist dienstältester Mitarbeiter des Kommissariats und Polizeihauptkommissar, der sehnsüchtig auf seine Pensionierung wartet. Er möchte so wenig wie möglich in (womöglich gefährliche) Aktion treten und hat sich regelrecht hinter seinem Schreibtisch verschanzt, von wo aus er vorzugsweise die Aktenablage delegiert. Wenn kein Mord passiert, ist er zuständig für Verkehrsdelikte und Raub. In seiner Lieblingsschublade hat er immer eine Flasche Frühstückskorn.
Als Polizist ist Schroeter zwar routiniert, doch wenig inspiriert. So laufen seine Theorien über Tathergänge meist ins Leere bis Absurde. Kiesewetters Erscheinen in Lübeck macht Schroeter vor allem Angst. Angst davor, richtig arbeiten zu müssen. Schroeter wird in Folge 100 von einem flüchtenden Auto angefahren, wobei er noch davor seine Kollegin Nina rettet. Im Krankenhaus verkündet er dann, dass er nun in Pension geht.

### Ernst
Ernst (Jürgen Uter) ist so etwas wie das Faktotum der Dienststelle, sein Alter ist ebenso schwer zu schätzen wie seine eigentliche Funktion, und auch privat weiß man fast nichts über ihn – es ist nicht einmal sicher, ob es sich bei „Ernst“ um seinen Vor- oder um seinen Nachnamen handelt. Ernst sitzt am Empfang und ist ansonsten für alles zuständig, was irgendwie mit Hausmeisterdiensten zu tun hat. In u. a. Staffel 3 Folge 12 wird er als Hausmeister für mangelnde Hilfe bei technischen Problemen kritisiert. Er verbringt auch manche Nächte im Gebäude, hört grundsätzlich gern bei Besprechungen der Fälle zu und überschreitet gern seine Kompetenzen, indem er z. B. Zeugen „von oben herab“ behandelt oder Kritik an den Kommissaren oder Staatsanwaltschaft übt.
In Folge 92 geht er in Rente.

## Hauptspielorte
Neben dem Polizeikommissariat und der Gerichtsmedizin gibt es innerhalb des Stadtgebietes viele Orte, die in der Serie eine wichtige Rolle spielen: die Ober- und Untertrave, der Lübecker Hafen, der Lübecker Marktplatz, das Holstentor, der Lübecker Jachthafen, die Gänge und Höfe in der Altstadt und viele weitere.

### Polizeikommissariat
Hier befindet sich die „Zentrale“ des Ermittlerteams um Hauptkommissar Finn Kiesewetter. Das Kommissariat befindet sich in dem Gebäude der Wasserschutzpolizei. Über die Jahre sind Technik und Mobiliar immer mal wieder ergänzt und ausgetauscht worden. Im gesamten Kommissariat herrscht eine beruflich sachliche Atmosphäre, die in einigen Büros durch kleine persönliche Eigenarten der Bewohner unterbrochen wird: Herr Schroeter kümmert sich liebevoll um eine ganze Reihe verschiedener Pflanzen, und Lars Englen besitzt eine Galerie seiner größten Erfolge, aufgereiht in einer Vitrine.
Die Büros des Teams befinden sich alle auf einer Etage, damit möglichst kurze Wege garantiert sind und nichts die zügige Ermittlung behindern kann. Finn Kiesewetter und Herr Schroeter teilen sich ein großes geräumiges Büro, Sandra Schwartenbeck hat gegenüber ein eigenes kleines Büro. Gegenüber von den Kommissaren ist das Büro von Lars Englen. Elke Rasmussen hat ihr Büro auf der anderen Seite des Gebäudes.
In den ersten Folgen lag das Präsidium (der Drehort) in Hamburg-Eilbek. Es wurde die Fassade eines ehemaligen Krankenhausgebäudes gezeigt. Die Kirchtürme, die im Hintergrund zu sehen waren, gibt es in Hamburg dagegen nicht. Ab der dritten Staffel (Folge 33) befindet sich der Drehort für das Kommissariat in einem Gebäude am Hammer Deich in Hamburg-Hamm direkt an der Bille (Nebenfluss der Norderelbe) in einem dreistöckigen roten Klinkerbau mit einem großen blauen Schild „Polizei“. Auch das Boot Elbe 23 („WS23“) der Wasserschutzpolizei legte dort in einer Folge am Bootssteg an.
Die im Film gezeigte Justizvollzugsanstalt ist die JVA in Hamburg-Fuhlsbüttel (Santa Fu).

### Gerichtsmedizin
Die Gerichtsmedizin ist das Reich des Dr. Strahl (Christoph Tomanek). Hier wird jede Leiche und so manch anderes Beweisstück untersucht, das Finn und seinen Kollegen weiterhelfen kann einen Fall zu lösen. Die Pathologie befindet sich im Keller des Kommissariats und ist ebenso alt wie das Gebäude selbst, die Technik jedoch befindet sich auf dem neuesten Stand. Dr. Strahl verfügt in der Gerichtsmedizin über ein kleines Büro, in dem sich eine hervorragend ausgestattete naturwissenschaftliche Bibliothek befindet. Mit Hilfe dieses gesammelten Wissens ist Dr. Strahl in der Lage, Finn auch abseits seines eigentlichen Fachgebietes, der Pathologie, zur Seite zu stehen und manch kniffliges Rätsel zu lösen.

## DVD-Veröffentlichung
- Staffel 1 erschien am 26. Oktober 2012
- Staffel 2 erschien am 12. Juli 2013
- Staffel 3 erschien am 10. April 2015
- Staffel 4 erschien am 2. März 2018
- Staffel 5 erschien am 23. November 2018
- Staffel 6 erschien am 5. März 2021
- Staffel 7 erschien am 4. Juni 2021
- Staffel 8 erschien am 24. Juni 2022
- Staffel 9 erschien am 23. Juni 2023
- Staffel 10 erschien am 26. Juli 2024

Die Altersfreigabe liegt jeweils bei FSK 12.